# Raadi-Kruusamäe
Raadi-Kruusamäe, ou Raadi, est un quartier de Tartu en Estonie. 

## Démographie
Au 31 décembre 2013, il compte 4 498 habitants et sa superficie est de 2,83 km2.

## Présentation
Le nom Raadi vient du manoir de Raadi (allemand : Ratshof) qui appartenait au conseil municipal (Rat) de Tartu au Moyen Âge.
Le quartier héberge le Musée national estonien.